# Famille Zaouche
 (avril 2025).
La famille Zaouche est une famille tunisienne de la grande notabilité tunisoise qui se veut d'origine andalouse, installée à Tunis au XVIIIe siècle après un séjour à Bougie (Algérie), où une branche de la famille demeure[réf. nécessaire].
L'ancêtre de la famille, Mohamed Zaouche Al Charif Al Andaloussi, mort en 1803 à Tunis, est un cadi malikite. Un poème lui est dédié dans le recueil (diwan) du célèbre poète du XVIIIe siècle, Mohamed Al Ouerghi. Les fils de Mohamed, Ahmed et Ali, forment une corporation de tisserands de soie[réf. nécessaire]. La notoriété de la famille s'accentue pendant la deuxième moitié du XIXe siècle à la faveur de la réussite des deux frères Tahar et Hassan Zaouche, entrés dans l'administration beylicale. Leurs descendants occupent des postes importants dans l'administration de l'aube du XXe siècle jusqu'à l'indépendance de la Tunisie en 1956, dont Abdeljelil Zaouche, ministre et réformateur.
La famille Zaouche est alliée depuis le XIXe siècle à des familles de vieille souche tunisoise[réf. nécessaire].

## Personnalités
- Abdelaziz Zaouche (1874-1966), industriel et expert agricole
- Abdelhamid Zaouche (1879-1933), industriel et membre fondateur du Cercle tunisien
- Abdeljelil Zaouche (1873-1947), avocat, réformateur et ministre
- Abdeljelil Zaouche (1949-2015), chirurgien, universitaire et syndicaliste
- Abdesselam Zaouche (1882-1941), conseiller municipal et commandant de l'armée tunisienne
- Ahmed Zaouche (1907-1973), avocat, caïd-gouverneur et maire de Tunis
- Ahmed Zaouche (1982- ), fonctionnaire international à l'Unesco
- Béchir Zaouche (1882-1941), général de division, directeur des habous, à l'origine du Palais Zaouche de l'Ariana
- Foued Zaouche (1944-2015), peintre et écrivain
- Hammadi Zaouche, diplomate tunisien et ambassadeur
- Hassan Zaouche (1840-1882), général de la garde beylicale, chargé de la levée des impôts
- Mohamed Zaouche (mort en 1803), juge malékite
- Mohamed Zaouche (1983-), footballeur algérien
- Noureddine Zaouche, membre du Néo-Destour et pharmacien
- Tahar Zaouche (1834-1891), général de brigade
- Tahar Zaouche (1904-1975), médecin et ministre